# E pluribus unum

Förenta staternas stora sigill.

E pluribus unum, latin "av många, en", är ett välkänt motto från USA:s statsvapen "Förenta staternas stora sigill". Detta var USA:s valspråk mellan 1776 och 1956.